# 買米仕法
買米仕法（かいまいしほう）、または買米制（かいまいせい）は、江戸時代に東北地方の諸藩で行なわれた政策。藩が領内の農民から年貢や食用以外の余剰米を全て買い上げて、江戸など他国の市場で売却して収益を得るために行なわれた。
この政策が本格的になるには、販売先の江戸市場の整備・拡大と、米の供給地の生産力の増加が必要であった。

## 仙台藩

### 仙台藩の買米政策
仙台藩では買米本金（元金）と言われる資金を藩が準備して、これを春に農民に無利子で貸し付ける。そして収穫期に米の売買を禁止して貸付金に相応する米を独占的に買い上げて、石巻穀船または御穀船と呼ばれる藩の御用船で江戸に送った。販売目的の江戸廻米は寛永9年（1632年）に始まり（「武江年表」など）、貢祖米を含めて膨大な量になった。これは本石米とよばれ、江戸の米消費量の3分の1から3分の2を仙台米が占めたといわれ、江戸の米価を左右した。
仙台藩は、米を貯蔵するため仙北郡を中心に米蔵を設置した。北上川が改修された際には米の集積地である河岸場が設けられ、年貢米を収納する本石蔵と買米を収納する買米蔵も建造された。そして、艜（ひらた）と呼ばれる100石から180石積みの川船がこれらの蔵から藩米を積み、石巻の米蔵に運んだ。
これらの米は「御穀船」と呼ばれる藩の御用船で江戸に輸送された。その後、茶船といわれる艀船で深川にある仙台藩の米蔵に収納した。深川には、10万俵余の米を収納可能な23棟の米蔵があり、仙台藩米はこの米蔵から江戸市中に売りに出された。
キリシタン武士であった後藤寿庵が新田開発に着手した胆沢平野は、仙台藩買米の主力生産地となった。

### 初期の買米
仙台藩での買米は、慶長15年（1610年）4月に閖上で米385石を買い上げたのが始まりとされるが、これは他藩でも行なわれたたぐいのもので、仕法としての買米ではない。伊達政宗治世の寛永年間にはすでに行われていたといわれ、寛永4年（1627年）7月の『石母田文書』に「かい米」という記述がみられる。
寛永12年（1635年）8月の『永沼文書』によると北上川通や鳴瀬川通の各「御役場」に「御廻米衆」「御廻米横目衆」を配置し、藩御用以外の米をすべて「わき米」として禁じている。これは1ヵ年のみの臨時的な買米であった。
買米制が本格化するのは2代藩主の伊達忠宗の時代からで、京都の蔵元を務めた商人大文字屋良怡が用立てた78700両を買米のための資金としたが、買米量は不明である。3代目の伊達綱宗の時代には江戸への廻米は年々15，6万石にのぼったとされる。
4代伊達綱村になると、買米のための資金を自力で用意することができなくなった。そのため、蔵元の商人からの借金で資金をまかなうようになるが、買米に関する権利を蔵元に譲渡することになった。蔵元からのわずかな金を買米本金として運営は続けられたが、買米制度は衰退し、元禄のころには一時中止している。

### 中期の買米
藩の財政再建を目指した5代伊達吉村は、「大改」に失敗した後、享保14年から15年（1729年-1730年）ごろより藩士や百姓・町人から「借上」し、全家中から五分一役金を徴収して10万両の買米本金を用意した。この資金で農民や藩士からだけでなく盛岡藩からも米を買い上げ、15万石以上の米を江戸へ廻漕して売却した。享保17年（1732年）の享保の飢饉の際には米価が騰貴したため、50万両余の利益を得て、長年にわたる財政難から脱することができた。
勘定奉行の石川理兵衛の建議により行なわれたこの施策は、初期の買米と違って、家臣の知行米や農民の余剰米など領内全ての米の強制供出と独占、他領への移出厳禁、前金による買米の徹底などの特徴があった。御廻米方役人や郡方役人が指揮して、村々に割り当てられた買米を地方35ヵ所の買米蔵に納めた。御石改所により脱石・密石は厳重に取り締まられ、買米は藩の御用艜（ひらた）で石巻の港に送られた後、江戸に送られた。
江戸への廻米は、買米が10万石ほどで、家中の有役為登米が7万石前後、無役前金米が4、5万石前後、それに購入した南部米5万石前後を加えて計24、5万石ほどとなった。
しかし、藩の買米制が強化されたころから、領内で江戸廻米を行なっていた商人たちの経営は衰えていった。仙台藩の買米制は藩財政を再建させた一方で、藩内の商業の発達を抑制することにもなった。

### 買米の衰退
宝暦5年（1755年）の大凶作により仙台藩は54万石の損失を被った。ほかにも、寛延2年（1749年）の江戸上野寛永寺宝塔の普請手伝いや、明和4年（1767年）の関東諸川16ヵ所の修築など、幕府から命じられた手伝役で大きな出費を強いられた。藩は再び困窮するようになり、財政は大坂の豪商や、京都の大文字屋や阿形作兵衛、江戸の海保半兵衛などの蔵元からの借金に依存するようになった。しかし、大文字屋が破産したことなどで買米本金の調達も難しくなったため、前渡金制度は宝暦7年（1757年）に中止され、少額の現金買いとなり買米の利益はほとんど見込めなくなった。
財政不足を補うために、領内の百姓や町人に多額の献金をさせ、これに応じた者たちを士分に取り立て知行や扶持を給した。こうして武士身分になった者を「金上侍」と呼んだが、そうした金上侍の中に安倍清右衛門がいた。清右衛門は藩の財政再建策の1つとして買米制度を強化しようとしたが、天明の飢饉の影響もあり失敗している。以後、蔵元商人などが調達した金で現金買いを行なうが、その額は5万両程度だった。寛政年間では年々26万石で25万両の利潤を上げたこともあったが、米価の下落により文化文政期には大幅な減収となり、そのまま幕末へと続く。
宝暦年間から買米本金に出資していた大坂商人の升屋（山片平右衛門）は、寛政11年（1799年）から12年（1800年）ごろに仙台藩の蔵元となった。升屋は為替手形を発行してそれを買米本金に充当し、江戸で米を売り払った金（正金）を藩への借金として受け取ることができた。そのため、仙台藩の本石米は升屋の米同然となり、「仙台藩の升屋か升屋の仙台か」とも言われた。幕末に近江商人の中井家が藩の国産統制に乗り出して買米も引き請けたが、成果は挙がらなかった。
寛政5年（1793年）ごろには藩は弁天札という米札（藩札）を発行して買米を行ない、江戸で米を売却してから幕府発行の正貨と引き換えるという触を出した。しかし、かつて天明の飢饉の際に行なわれた銀札政策が失敗したことで大きな損失をこうむったため、農民たちは弁天札も信用せず買米を上納しなかった。この政策は失敗し、藩の政策担当者たちは罷免された。

## 一関藩
仙台藩の支藩である一関藩も、本藩にならって買米制度を財政の根幹とした。基本的には仙台藩と同様の仕組みで、春から夏秋にかけて本金（元金）を無利子で貸し付け、農民たちはそれを営農資金にして秋に米で返済するというものであった。買い上げ価格は江戸の相場と国元の相場の平均だったが、当初は国元の米価より高値だったため、農民たちは「御恵金（おめぐみきん）」と呼んでありがたがった。
しかし、享保のころになると供出は強制的なものになり、ほぼ租税と同じものになった。さらに天明のころから秋の米相場が下がった時には現金で強制的に買い上げるようになり、代金が越年して後払いになることも多かった。強制的な買い上げは、収賄や本金の着服など役人の不正もあって不評であり、これが寛政の百姓一揆の原因の1つともなった。
しかし藩の買米制度は、さまざまな問題を起こしながらも、藩財政の最重要施策として幕末の終焉まで継続した。一関藩は、買米の額や方法は仙台藩に伺いを立てて決めた。買米は、前もって仙台藩の御蔵方へ本金250両を納め、農民への支払いは仙台藩の代官と郡方役人が行ない、米の取り納めや北上川を使って舟運で米を運搬するのも仙台藩が全て引き受けた。これらは、両藩の家老同士の話し合いで決められた（）。

## 秋田藩
秋田藩では、宝暦5年（1755年）、天候不順から凶作を予想して、港からの米の移出を禁止するとともに、米や雑穀などを強制的に買い集めた。
仙北地方の穀倉地帯で有米調査や強制買い上げを行ない、その米を米座を通して配給するようにしたが、翌6年（1756年）2月には、久保田で玄米3斗が40匁から45匁に高騰した。この年は豊作であったが、米価の高騰によって諸物価も上昇し、諸人が迷惑するという理由で、物価の安定策として買米仕法を続行した。しかし、前年の米の買い入れに際して銀札を乱発したことが、米価高騰の理由でもあった。これは秋田騒動という事件に発展する。
天保4年（1833年）の天保の飢饉の際にも秋田藩は同様に有米調査と米の強制買い上げを実施した。この買い上げは売却を目的としたものではなく、領民への食糧配給のためであったが、徴収に反発した農民たちによる北浦一揆が発生した。小館役屋に勤める郡方吟味役の次田五右衛門が、前北浦43ヵ村の肝煎を集めて「2月までは1人1日3合、3月から5月まで1人7合の見積りで米を保有させる」から1俵3貫300文で余剰米を藩が買い上げると説得した。しかし、米が思ったより集まらなかったため、郡方の役人を総入れ替えし、1人1日2合5勺、当分は3月までの保有米という条件で余剰米を買い上げるという藩庁の決定を言い渡した。農民たちは役人の言は信用できないと怒り、強訴におよんだ。農民側の要求に対し、考慮し調査するので、後日改めて願い出るようにと告げ、農民の代表も引き下がった。一揆の情報は藩内に広がり、各地で小さな騒動が起き、その後も反発した農民たちによる一揆が発生した。

## 買米と飢饉
近世期の飢饉には、冷害や虫害といった自然災害だけでなく、人為的な理由もあった。それが、買米制と、穀物を領外へ移出することを禁じる「穀留」であった。買米によって余剰米を都市へ売却することで食糧の備蓄が不足したこと、穀留によって凶作時にも自領の食糧を外へ出さず他藩への救済を行わなかったことで、被害は大きくなったといわれる。歴史学者の阿刀田令造の研究では、買米仕法の改変による収奪強化が百姓の困窮を招いたとしている。また、飢饉史を研究している宮城学院女子大学の菊池勇夫は、買米などの人為的要因により飢饉の被害は大きくなっているという見方を示し、「藩は『コメを金に換えたい』という考えが先に立ち、領民救済が後手になった」と指摘している。
市場経済の進展や、幕府から命じられた手伝普請などにより、出費が増大した大名家は現金収入を増やす必要があった。上方や江戸への廻米を藩財政の基本にしていた奥羽諸藩は、年貢だけでなく領内からの買米も積極的に進めていたが、米価の低落により財政収入も伸びなくなった。しかし、財政が悪化した諸藩は領内の穀物を根こそぎ領外へ移出し、そのため前年度が豊作でも翌年が大凶作だと飢饉に陥るという構造を生み出してしまった。
宝暦の飢饉が起きたときの記録「宝暦飢饉記録」によれば、仙台藩は元禄13年から14年（1700年 - 1701年）には凶作であっても飢饉にまでは至らなかったが、その後の宝暦の飢饉の際にはそれよりも収穫がよかったのに「前年より御備米不足」のため餓死者が出たとしている。
天明飢饉当時の仙台藩は、三都の商人達への借金があるため、飢餓移出になる危険があると分かっていても廻米を強行していくほかなかった。しかも前年の天明2年は米価が高騰したことで、翌3年の端境期に領内の米を全て大坂・江戸に運び売却しようとしたため、同年秋の大凶作により大飢饉となった。三都商人資本に大名の財政・地域経済が従属的な地位を強いられていたこと、そのために領内の米を少しでも高値で売りさばこうとしたことに、飢餓移出が発生する原因があった。